# Robert Roßbruch
Robert Roßbruch (* 1953) ist ein deutscher Jurist, Hochschullehrer, Rechtsanwalt und Präsident der Deutschen Gesellschaft für Humanes Sterben (DGHS).

## Leben
Roßbruch studierte Rechtswissenschaften, Politikwissenschaften und Philosophie an den Universitäten von Marburg und Gießen. Seit 1990 ist er als Rechtsanwalt mit eigener Kanzlei in Koblenz niedergelassen. Ebenfalls seit 1990 ist Roßbruch als rechtswissenschaftlicher Dozent für mehrere Institute und Hochschulen tätig. Er wurde mehrfach als Sachverständiger von Behörden, Bundestag und Landtagen angehört. Er ist Herausgeber der Zeitschrift Pflegerecht.
Seit 2009 ist er Honorarprofessor für Gesundheits- und Pflegerecht an der Hochschule für Technik und Wirtschaft des Saarlandes (htw Saar). Er ist Präsident der Deutschen Gesellschaft für Humanes Sterben (DGHS) und Beirat des Instituts für Weltanschauungsrecht (ifw).
Roßbruch setzt sich für eine Stärkung der persönlichen Autonomie am Lebensende und für eine Entkriminalisierung der Sterbehilfe ein. In den Verfassungsbeschwerden gegen den 2015 vom Bundestag eingeführten § 217 StGB war er anwaltlicher Vertreter unter anderem von Uwe-Christian Arnold.  Im Februar 2020 erklärte das Bundesverfassungsgericht die Strafnorm für verfassungswidrig und nichtig. Er begrüßte die Entscheidung des Gerichts, die professionelle Sterbehilfe zu legalisieren.